# 1856.
◄ | 18. stoljeće | 19. stoljeće | 20. stoljeće | ►
◄ | 1820-ih | 1830-ih | 1840-ih | 1850-ih | 1860-ih | 1870-ih | 1880-ih | ►
◄◄ | ◄ | 1853. | 1854. | 1855. | 1856. | 1857. | 1858. | 1859. | ► | ►►
Arhitektura • Astronomija • Biologija • Fotografija • Glazba • Kazalište • Kemija • Kiparstvo • Knjige • Književnost • Kršćanstvo • Meteorologija • Medicina • Politika • Pravo • Promet • Slikarstvo • Šport • Znanost • Željeznički promet

## Događaji
- Osnovana je Prva osječka tvornica ognjila. Od 1909. do 1945. posluje pod nazivom Tvornica žigica Drava, dioničko društvo Osijek. U prosincu 1945. tvornica je konfiscirana, a od 1950. posluje pod nazivom Drava tvornica žigica, Osijek. Pretvorba poduzeća u dioničko društvo upisana je u sudski registar Trgovačkog suda u Osijeku 31. prosinca 1992. s nazivom Drava tvornica žigica[1]

• Australac John McLean 12. studenog redizajnira Englesku zastavu, dodaje zvijezdu, kasnije umire na svojem trecem putovanju

## Rođenja
- 11. veljače – Antun Bauer, teološki i filozofski pisac, zagrebački nadbiskup († 1937.)
- 6. svibnja – Sigmund Freud, austrijski neurolog i utemeljitelj psihoanalize († 1939.)
- 10. srpnja – Nikola Tesla, hrvatski znanstvenik i izumutelj († 1943.)
- 26. srpnja – George Bernard Shaw, englesko-irski pisac († 1950.)
- 25. listopada – Dragutin Gorjanović Kramberger, hrvatski paleontolog, paleontropolog i geolog († 1936.)
- 18. prosinca – Joseph John Thomson, engleski fizičar († 1940.)
- 28. prosinca – Woodrow Wilson, 28. predsjednik SAD-a († 1924.)
- 29. prosinca – Eduard von Below, njemački general i vojni zapovjednik († 1942.)
- 31. prosinca – Oton Kučera, hrvatski znanstvenik i astronom († 1931.)

## Smrti
- 3. svibnja – Adolphe Adam, francuski skladatelj (* 1803.)
- 29. srpnja – Robert Schumann, njemački skladatelj (* 1810.)
- 17. veljače – Heinrich Heine, njemački književnik (* 1797.)

## Vanjske poveznice
|  | Zajednički poslužitelj ima još gradiva o temi 1856. |